# Yellowhead Tribal Development Foundation
La Yellowhead Tribal Development Foundation (littéralement la « Fondation de développement tribale Yellowhead ») est un conseil tribal comprenant quatre Premières Nations en Alberta au Canada. Elle est basée à Edmonton.

## Composition
La Yellowhead Tribal Development Foundation comprend quatre Premières Nations en Alberta.
| Première Nation (nom officiel) | Emplacement          |
| ------------------------------ | -------------------- |
| Alexander                      | Morinville           |
| Alexis Nakota Sioux Nation     | Glenevis             |
| O'Chiese                       | Rocky Mountain House |
| Sunchild First Nation          | Rocky Mountain House |